# トヨウケビメ
トヨウケビメは、日本神話に登場する神である。

イザナミの病と死によって生まれた神々（『古事記』に基づく）

豊受大神宮（伊勢神宮外宮）に奉祀される豊受大神として知られている。『古事記』では豊宇気毘売神と表記される。『日本書紀』には登場しない。別称、豊受気媛神、登由宇気神、豊岡姫、等由気太神、止与宇可乃売神、大物忌神、とよひるめ、等々。

## 神話での記述
『古事記』では伊邪那美命（いざなみ）から生まれた和久産巣日神（わくむすび）の子とし、天孫降臨の後、外宮の度相（わたらい）に鎮座したと記されている。神名の「ウケ」は食物のことで、食物・穀物を司る女神である。後に、他の食物神の大気都比売神（おほげつひめ）・保食神（うけもち）などと同様に、稲荷神（宇迦之御魂神）（うかのみたま）と習合し、同一視されるようになった。
伊勢神宮外宮の社伝（『止由気宮儀式帳』）では、雄略天皇の夢枕に天照大神が現れ、「自分一人では食事が安らかにできないので、丹波国の比治の真奈井（ひじのまない）にいる御饌の神、等由気太神（とゆけおおかみ）を近くに呼び寄せなさい」と言われたので、外宮に祀るようになったとされている。即ち、元々は丹波の神ということになる。
『丹後国風土記』逸文には、奈具社の縁起として次のような話が掲載されている。丹波郡比治里の比治山頂にある真奈井で天女8人が水浴をしていたが、うち1人が老夫婦に羽衣を隠されて天に帰れなくなり、しばらくその老夫婦の家に住み万病に効く酒を造って夫婦を富ましめたが、十余年後に家を追い出され、漂泊した末に奈具村に至りそこに鎮まった。この天女が豊宇賀能売命（とようかのめ、トヨウケビメ）であるという。
尚、『摂津国風土記』逸文に、 止与宇可乃売神は、一時的に摂津国稲倉山（所在不明）に居たことがあったと記されている。また、豊受大神の荒魂（あらみたま）を祀る宮を多賀宮（高宮）という（外宮境内社）。

## 信仰・祭祀
丹波、但馬の地名の起源として、豊受大神が丹波で稲作をはじめられた半月形の月の輪田、籾種をつけた清水戸（せいすいど）が京丹後市峰山町（比沼麻奈為神社がある）にあることから、その地が田庭と呼ばれ、田場、丹波へと変遷したという説がある。付近の久次嶽中腹には大神の杜があり、天の真名井の跡とされる穂井の段（ほいのだん）がある。また、神社の縁起は、大饗石（おおみあえいし）と呼ばれる直方体のイワクラであると言われている。
福知山市大江町には元伊勢豊受大神社がある。元伊勢内宮より南方の船岡山に鎮座する社で、藤原氏の流れである河田氏が神職を代々継承している。崇神天皇の御世、豊鍬入姫命（とよすきいりひめ）が天照大神の御杖代として各地を回るときに、最初の遷座地が丹後であった。その比定地はいくつか存する。
伊勢神宮外宮（三重県伊勢市）、奈具社（京都府京丹後市）、籠神社（京都府宮津市）奥宮天真奈井神社、比沼麻奈為神社（京都府京丹後市）、十市御縣坐神社（奈良県橿原市）で主祭神とされているほか、神明神社の多くや、多くの神社の境内社で天照大神とともに祀られている。また、穴守稲荷神社（東京都大田区）のようにトヨウケビメを祀っている稲荷神社もある。
中世に入り外宮の神職である度会家行が起こした伊勢神道（度会神道）では、豊受大神は天之御中主神・国常立神と同神であって、この世に最初に現れた始源神であり、豊受大神を祀る外宮は内宮よりも立場が上であるとしている。現代でも内宮と外宮の両方を参拝する際には、先に外宮を参拝するしきたりとなっている。

## 祀る神社
- 豊受大神宮（三重県伊勢市） - 神宮の外宮
- 穴守稲荷神社（東京都大田区）
- 神明宮（静岡県掛川市仁藤）
- 神明宮（静岡県掛川市大渕）
- 鎌田神明宮（静岡県磐田市）
- 須倍神社（静岡県浜松市）
- 蒲神明宮（静岡県浜松市）
- 籠神社（京都府宮津市）
- 比沼麻奈為神社（京都府京丹後市）
- 市場稲荷神社（大阪府泉南市）
- 十市御縣坐神社（奈良県橿原市）
- 榊山稲荷神社（岩手県盛岡市）
- 大宮神社（岩手県盛岡市）
- 神柱宮（宮崎県都城市）
- 豊受神社 (千葉県浦安市)
- 大谷神明社 (神奈川県海老名市)
- 太平山神社 (栃木県栃木市)